# Oberrieden (Baviera)
Oberrieden é um município da Alemanha, situado no distrito de Baixa Algóvia, no estado da Baviera. Tem 20,82 km² de área, e sua população em 2019 foi estimada em 1.208 habitantes.